# Mindaugas Karbauskis

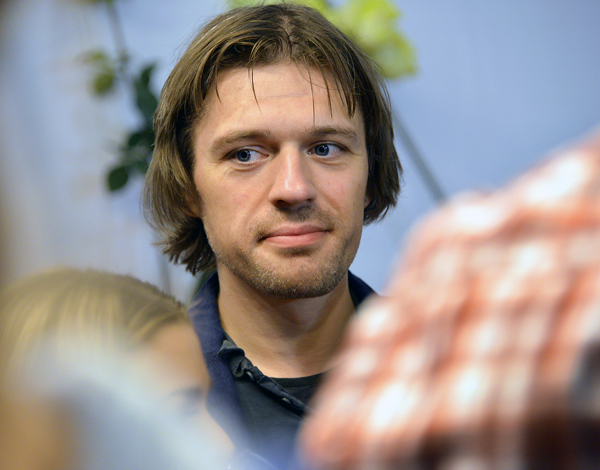
Mindaugas Karbauskis, 2012

Mindaugas Karbauskis (russisch Миндаугас Карбаускис; * 28. Januar 1972 in Naisiai, Rajongemeinde Šiauliai) ist ein litauisch-russischer Theater-Regisseur.

## Leben
Nach dem Abitur in einer Mittelschule in Sowjetlitauen absolvierte Mindaugas Karbauskis ein Studium an der Fakultät für Theaterregie der Litauischen Musik- und Theaterakademie in Vilnius. Nach seinem Abschluss 1994 versuchte er anschließend als Schauspieler Fuß zu fassen, war in den folgenden drei Jahren jedoch überwiegend arbeitslos. 1997 ging er für ein Studium  an der Fakultät für Regie der Russischen Akademie für Theaterkunst nach Moskau. Sein dortiger Leiter war Pjotr Fomenko.  Karbauskis war seit Mai 2011 Kunstleiter im Moskauer Akademischen Majakowski-Theater. 2014 wurde er aus Russland wegen Ordnungswidrigkeiten gegen die Straßenverkehrsordnung kurzzeitig deportiert. Das Verbot, nach Russland bis Ende 2015 einzureisen, wurde aufgehoben.
Im März 2022 legte Karbauskis nach dem russischen Überfall auf die Ukraine seinen Posten als Kunstleiter im Majakowski-Theater nieder.
Karbauskis lebt in Moskau.

## Familie
Sein Vater ist Česlovas Vytautas Karbauskis (* ≈1945), litauischer Agronom und Agrarmanager, sowjetlitauischer Politiker, Kolchosleiter. Seine Mutter  Nijolė Karbauskienė ist Lehrerin. In der Familie gibt es drei Kinder. 
Der ältere Bruder ist Ramūnas Karbauskis (* 1969), litauischer Agrarunternehmer und Politiker, ehemaliger Seimas-Parlamentsvizepräsident und Mäzen. Die Schwester Jurga Karbauskytė ist eine litauische Psychologin und Unternehmerin.